# Reginald Palmer
Sir Reginald Oswald Palmer, GCMG, MBE  (* 15. Februar 1923 in Toronto, Ontario; † 23. Mai 2016 in Mount Parnassus, Grenada) war ein Politiker aus Grenada, der vom 6. August 1992 bis zum 8. August 1996 Generalgouverneur von Grenada war.

## Leben
Palmer absolvierte seine schulische Ausbildung an der Beaulieu Roman Catholic School sowie der St. George’s Roman Catholic Boy’s School und arbeitete danach für kurze Zeit als Schülerlehrer. Im Anschluss begann er 1943 ein Lehramtsstudium am Government Teachers’ Training College in Trinidad und Tobago, das er 1945 mit dem Trained Teachers Certificate abschloss. Danach war er zwischen 1945 und 1956 als Hilfslehrer an der St. George’s Roman Catholic Boy’s School tätig. Er war zugleich Gründungsmitglied des Katholischen Lehrerverbandes (Catholic Teacher’s Association), der Vereinigung katholischer Lehrer im Karibikraum (Caribbean Association of Catholic Teachers) sowie des Lehrerverbandes für soziale Sicherheit und Fürsorge (Grenada Teachers’ Social Security and Welfare Association), deren Sekretär er zwischen 1951 und 1969 war. Palmer erwarb während dieser Zeit das London Matriculation Certificate, woraufhin er 1956 Leiter dieser St. George’s Roman Catholic Boy’s School wurde. 1963 begann er einen pädagogischen Lehrgang für Schulleiter und Rektoren an der University of Birmingham, welchen er 1965 ebenfalls mit einem Zertifikat beendete. 1968 wurde er schließlich selbst Tutor am Grenada Teacher’s College und begann 1970 ein Studium der Pädagogik an der University of Calgary, den er 1971 mit einem Bachelor of Education (B.Ed.) abschloss.
Nach seiner Rückkehr nach Grenada wurde Palmer 1972 zunächst stellvertretender Leiter der Schulbehörde und anschließend 1973 Rektor des Grenada Teacher’s College, ehe er bereits 1974 als Chief Eduaction Officer das Amt des Leiters der Schulbehörde übernahm. Diesen Posten bekleidete er bis zu seinem Ausscheiden aus dem öffentlichen Dienst 1980 und war danach bis 1982 Präsident des Arbeitgeberverbandes (Grenada Employer’s Federation). Daneben engagierte er sich in vielen weiteren Organisationen wie dem Verwaltungsrat der Grenada Boy’s Secondary School, der Kommission für den öffentlichen Dienst (Public Service Commission), dem Beratungsgremium für Bildung (Education Advisory Council), der Organisation für bürgerliches Bewusstsein (Civic Awareness Organisation), dem Beratungsgremium für Arbeitsfragen (Labour Advisory Board), dem Ausschuss für Drogenvermeidung (Drug Avoidance Committee) sowie dem lokalen Beirat der Fakultät für Weiterbildung der University of the West Indies (UWI). Ferner war er Mitglied der Lehrergewerkschaft (Grenada Union of Teachers) und fungierte als deren Vize-Sekretär, Vizepräsident sowie zuletzt als Präsident. Zugleich war er Vertreter der Lehrergewerkschaft in der Schulbehörde. Für seine langjährigen Verdienste wurde er 1973 Mitglied des Order of the British Empire (MBE).
Am 6. August 1992 wurde Palmer als Nachfolger von Paul Scoon Generalgouverneur von Grenada und bekleidete dieses Amt bis zum 8. August 1996. 1992 wurde er zum Knight Grand Cross des Order of St. Michael and St. George (GCMG) geschlagen, so dass er fortan den Namenszusatz „Sir“ führte.
Palmer war mit Judith Palmer verheiratet, die Ende der 1980er für eine Legislaturperiode dem Senat als Mitglied angehörte. Nach seinem Tode am 23. Mai 2016 wurde er nach einer Messe in der Cathedral of the Immaculate Conception von Saint George mit einem Staatsbegräbnis beigesetzt.